# Noce
Noce je řeka v Alpách na severu Itálie v provincii Trento. Řeka má délku 105 km, povodí má rozlohu 1 367 km2. Noce je významný přítok Adiže. Mezi vrcholem pramenné oblasti a ústím překonává převýšení 3160 metrů. Její údolí je již od pravěku důležitou komunikační cestou. Podél toku vede železniční trasa Trentino-Male-Mezzana a silnice k významným rekreačním střediskům. Průsmykem Tonale její údolí navazuje na údolí řeky Oglio. Její povodí je ohraničeno rozvodími mezi řekami Adiže, Oglio, Adda a Sarca. Vody jsou využívány k zavlažování i k výrobě elektrické energie. Horní tok patří mezi proslulé divoké vody v Evropě.

## Průběh toku
Prudký horský tok Torrente Noce vzniká soutokem Noce Nero a Noce Bianco. Noce Nero sbírá vody ze svahů Monte dei Tri Signori (3360 m n. m.), které jsou akumulovány v umělém jezeře Lago di Pian Palú v nadmořské výšce 1800 metrů. Noce Bianco sbírá vody ze svahů Monte Cevedale (3769 m n. m.) a své vody soustředí v nadmořské výšce 2603 metrů v umělém jezeře Lago del Careser. Vzhledem k tomu, že tato nádrž je prvním zdrojem pravidelného odtoku, je nadmořská výška 2603 metrů často uváděna jako nadmořská výška pramenu Noce. Akumulační schopnost obou jezer slouží k výrobě elektrické energie i podpoře vodních sportů. Souběhem údolí zdrojnic vzniká údolí Val di Peio. Vydatnost toku je zde podpořena výrony minerálních vod, stáčených do populárních Acqua Pejo. Podél zdrojnic Noce vedly od středověku pašerácké stezky do Švýcar.
Při opuštění údolí Peio vtéká do údolí Val di Sole a zprava přibírá tok stejné srovnatelné velikosti, říčku Vermiglio, která odvádí vody z úpatí masivu Presanella. Celý tok Noce ve Val di Sole je doprovázen silnicí a železnicí a řeka je v těchto místech jedním z nejpopulárnějších italských toků pro sporty na divoké vodě. Energeticky není na tomto úseku využívána. Po vtoku do údolí Val di Non mění svůj tok východním směrem a stáčí se podél masivu Brenta k jihu. Zleva přijímá svůj největší přítok Novellu a mělké přímé koryto mění v křivolaké, úzké a hluboké kaňony. V tomto úseku se často vyskytuje na romantických obrazech a rytinách. V roce 1951 se tato část ocitla pod hladinou přehradního jezera Lago di Santa Giustina a od hladiny tohoto jezera se odvíjí spád pro výkon vodního toku až po vyústění řeky v náplavovém údolí Adiže. Pod přehradou Diga di Santa Giustina se opět objevuje v původních kaňonech, zeslabená však o odběr vodních elektráren.

Úzkou soutěskou nad Mezzolombardem opouští široké údolí Val di Non a skrze chráněnou oblast La Rocchetta přitéká mezi naplavený materiál řeky Adiže. Zde se v historii vlévala do Adiže krátce po výtoku z údolí v místech dnešního San Michele all'Adige. Jednalo se zde o močálovitou oblast a tak bylo toto území v polovině 19. století zkultivováno. Tok řeky byl napřímen podél úpatí masivu Paganella a přiveden k Adiže o mnoho kilometrů níže. Údolí mezi Adiže a Noce se nazývá Piana Rotaliana  a je oblastí pěstování červeného vína odrůdy Teroldego. Na posledním úseku protéká oblastí chráněného biotopu La Rupe.

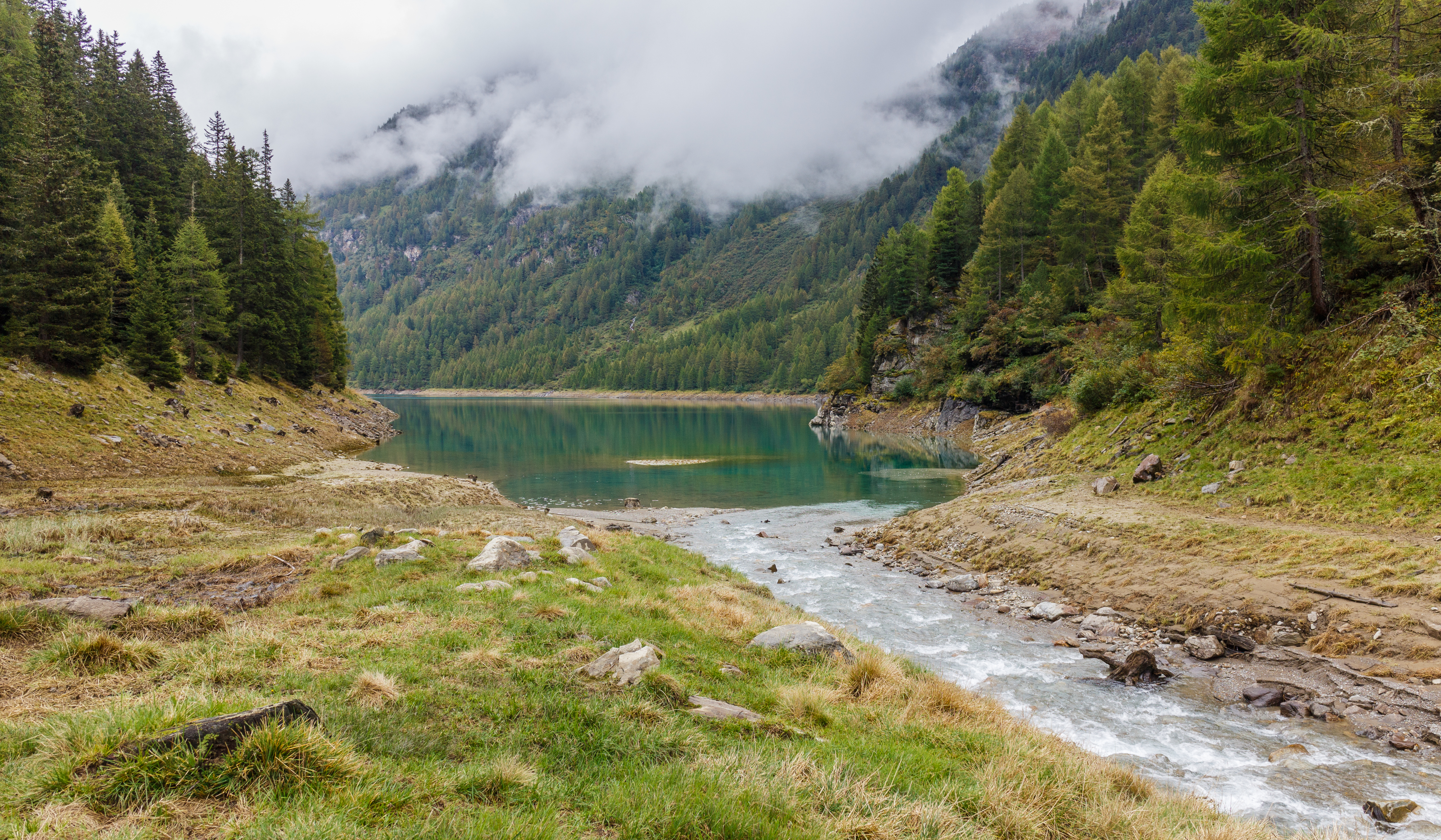
Přítok Noce Nero do Lago di Pian Palú
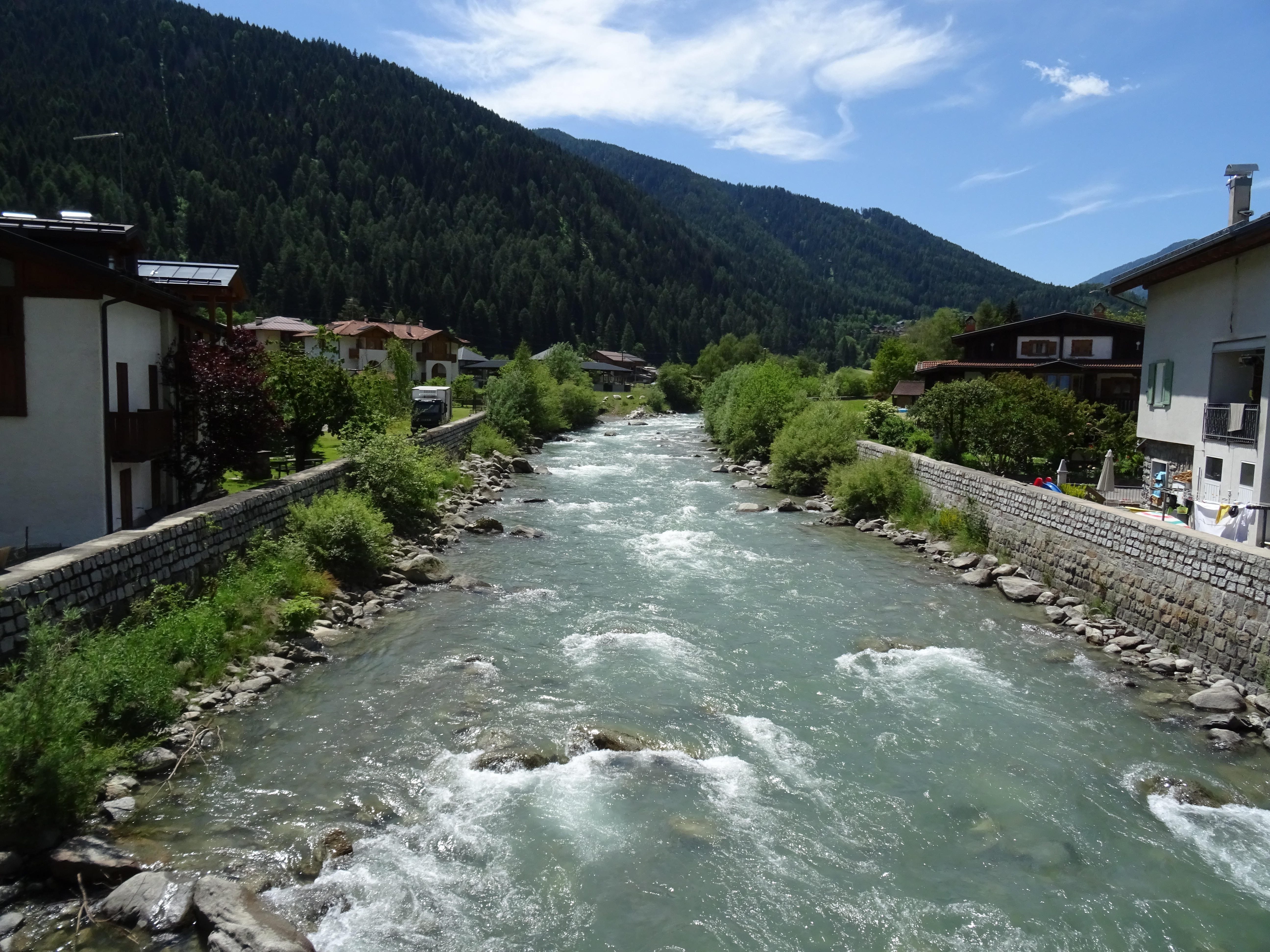
Těsně pod soutokem s Torrente Vermiglio
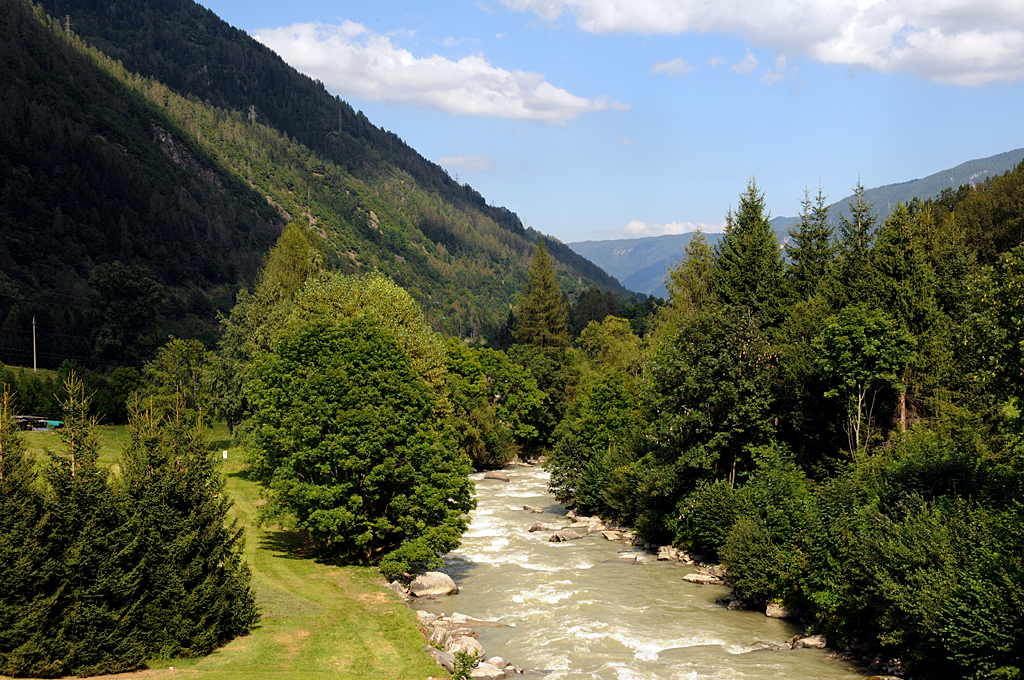
Krátce pod soutokem s Vermilio u Mezzany
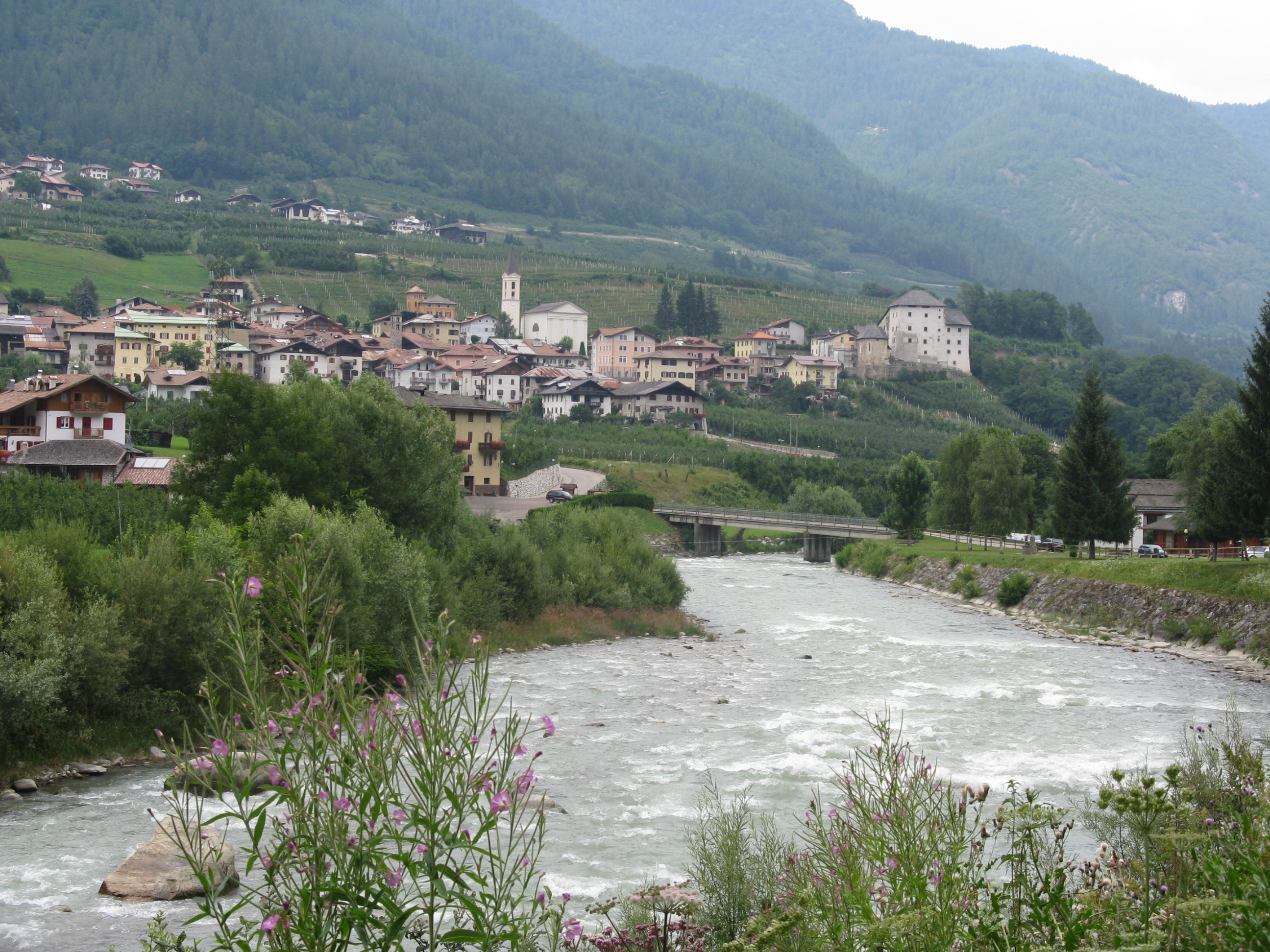
Nad Caldes
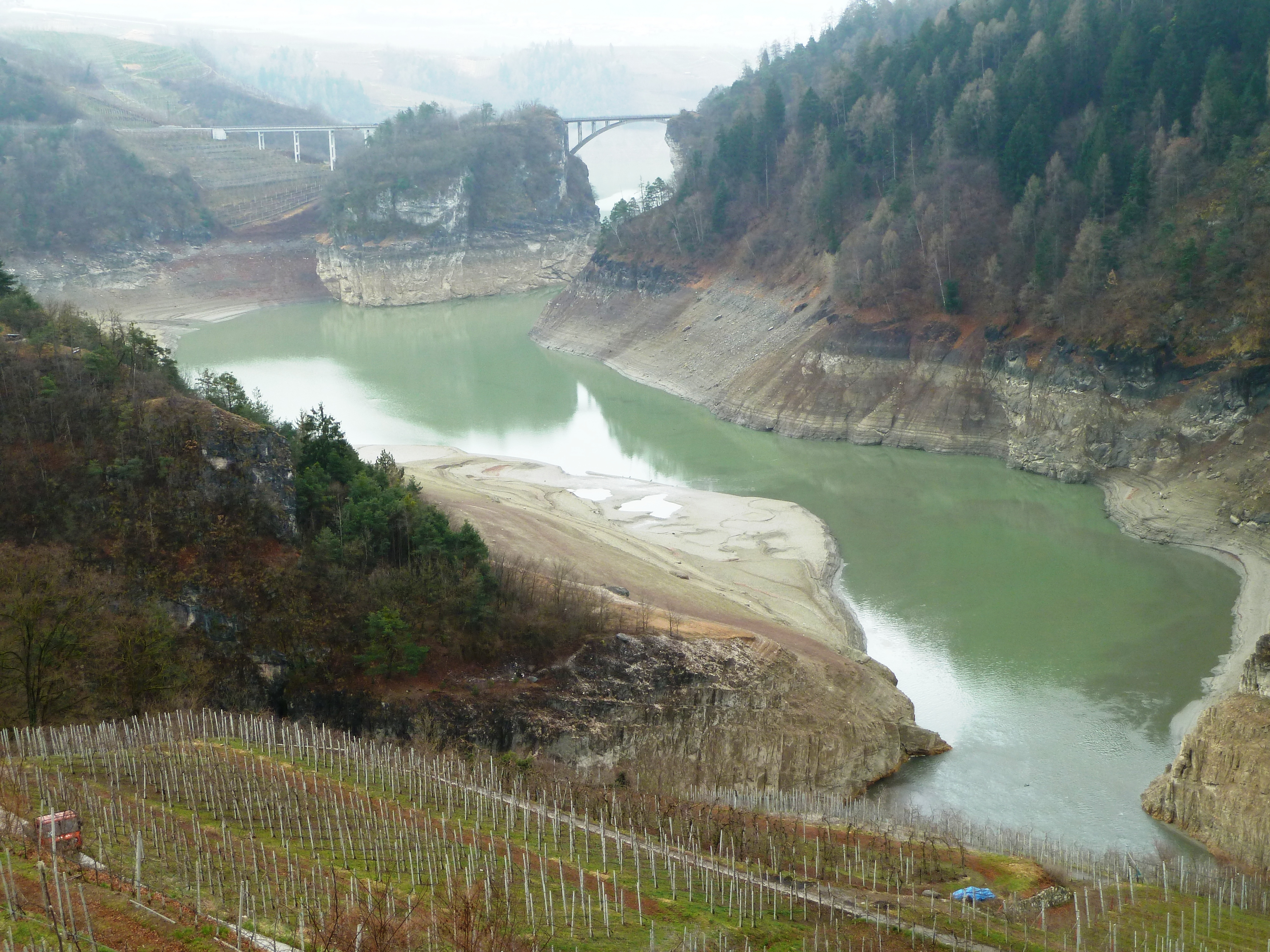
Horní část jezera Santa Giustina
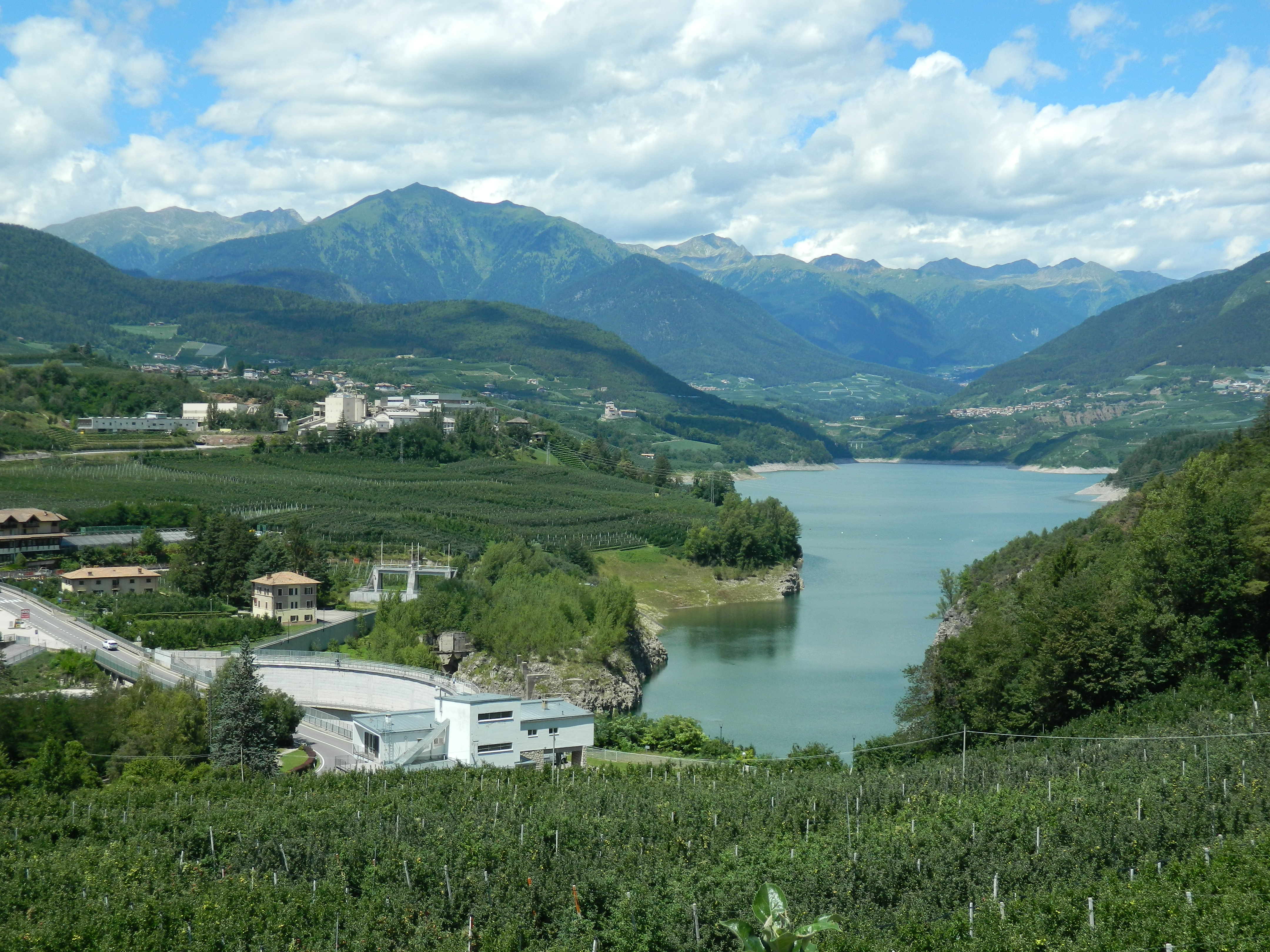
Jezero Santa Giustina s přehradou
V kaňonu pod přehradou Santa Giustina
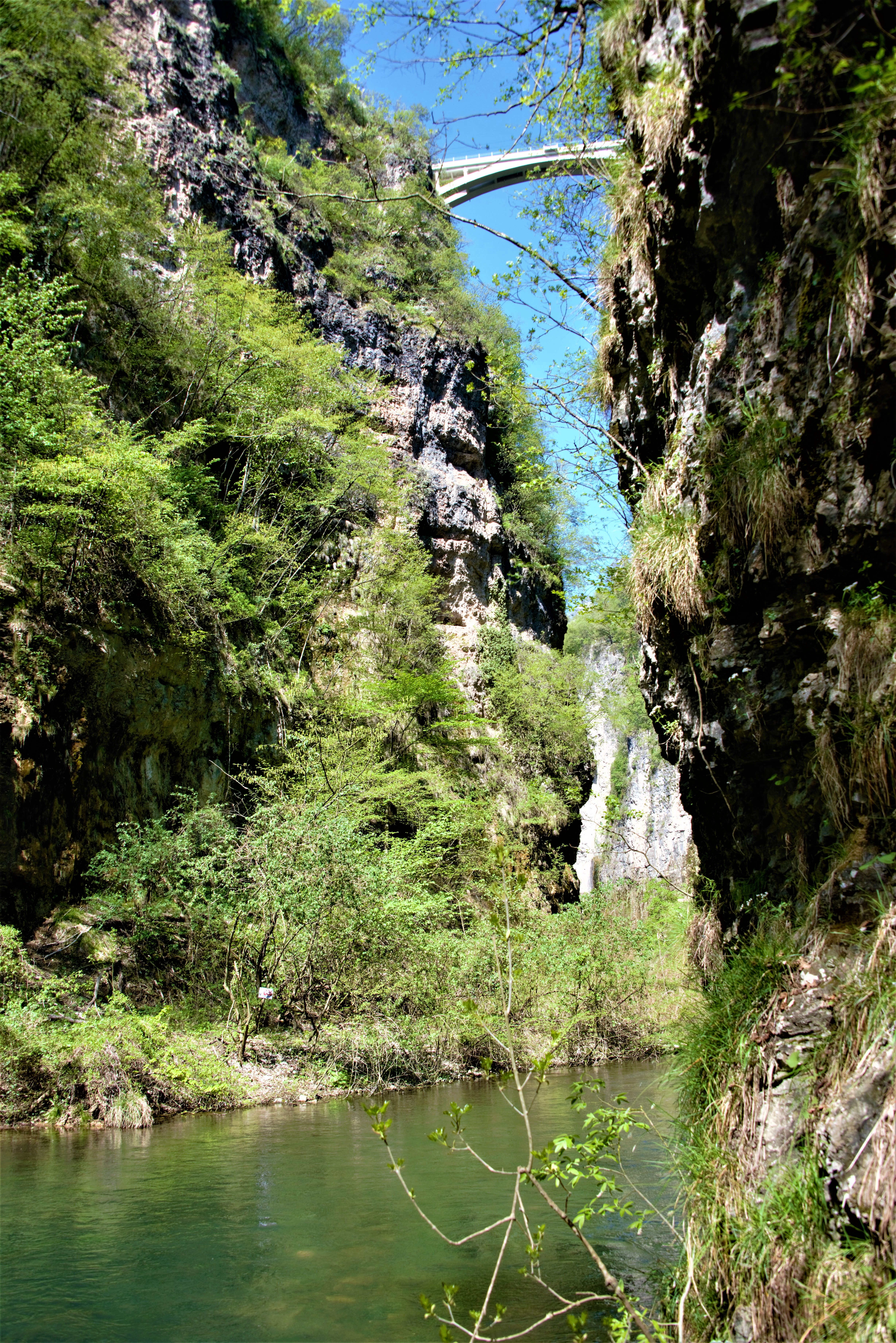
Pohled od hladiny
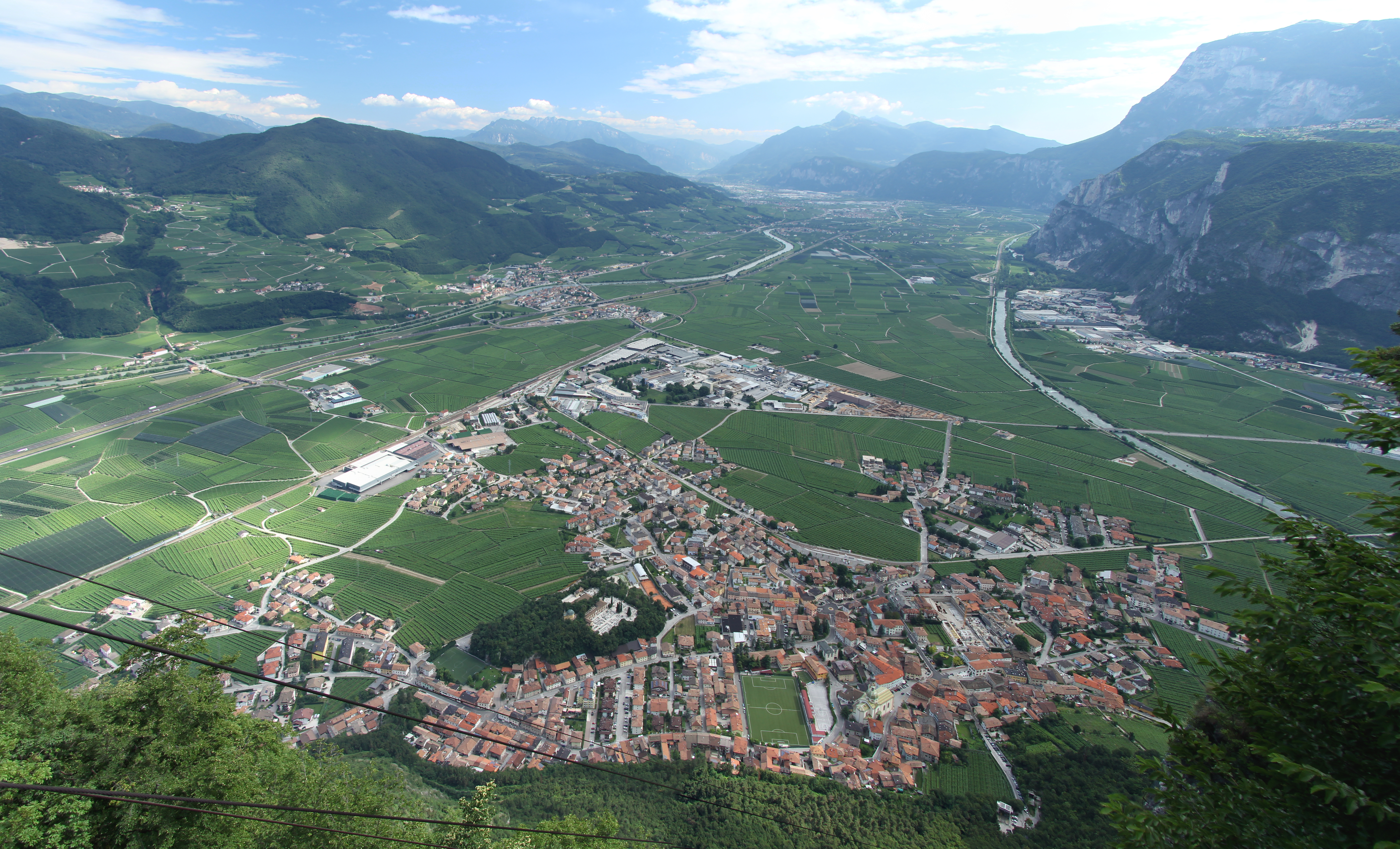
Cesta k soutoku v Piano Rotaliano
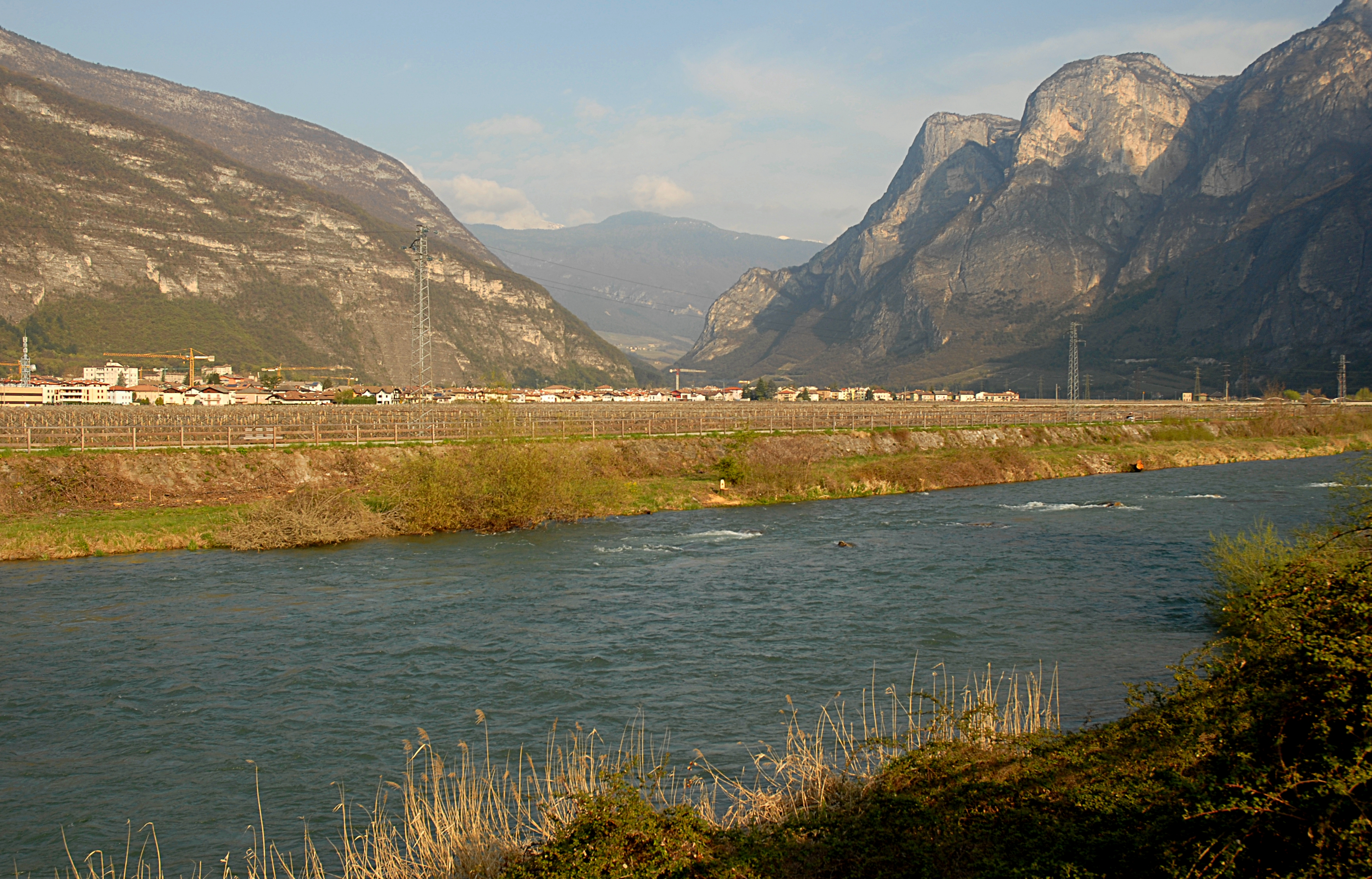
Pod Mozzolombardem již v údolí Adiže
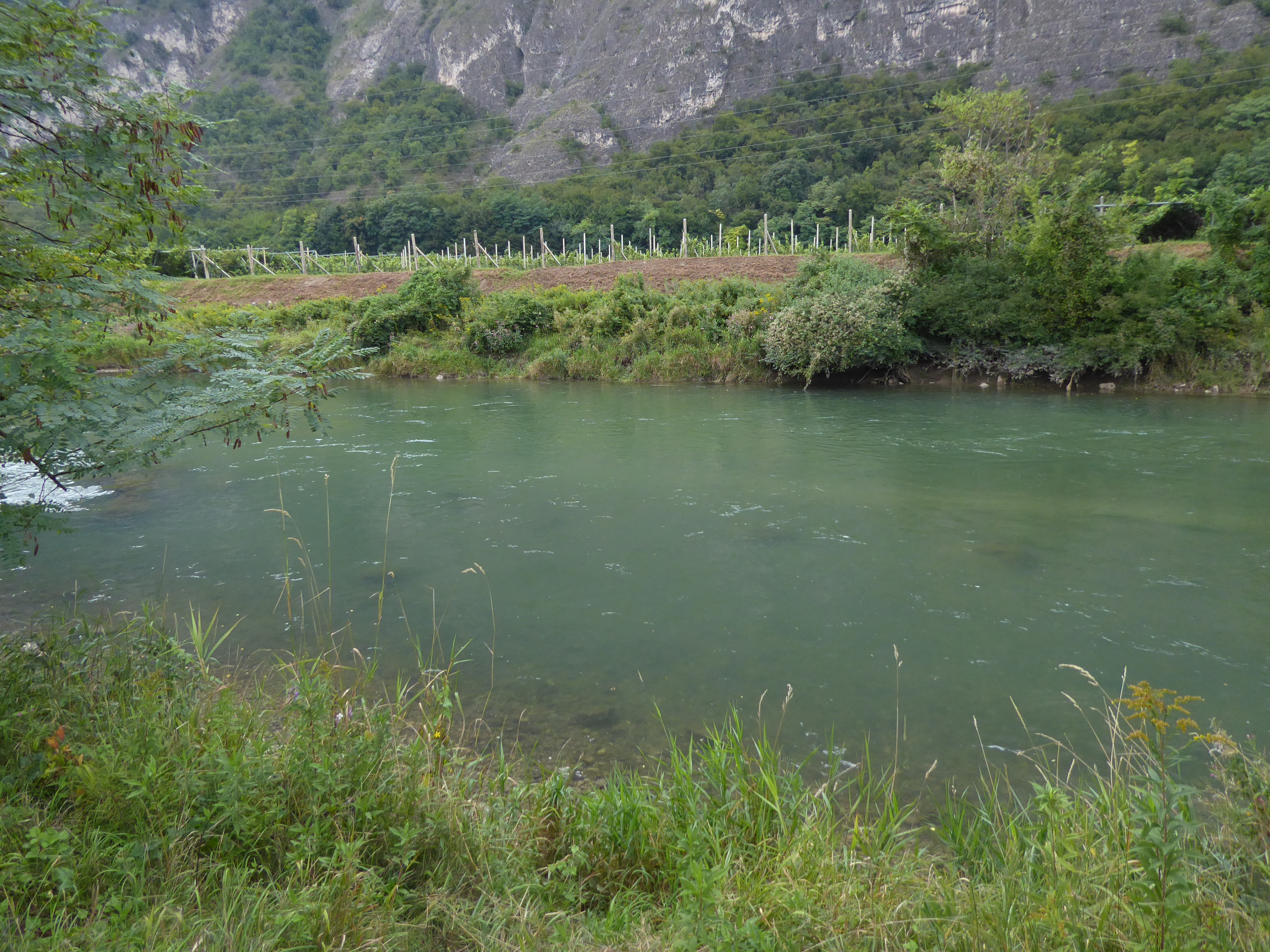
Před ústím do Adiže při úpatí masivu Paganella
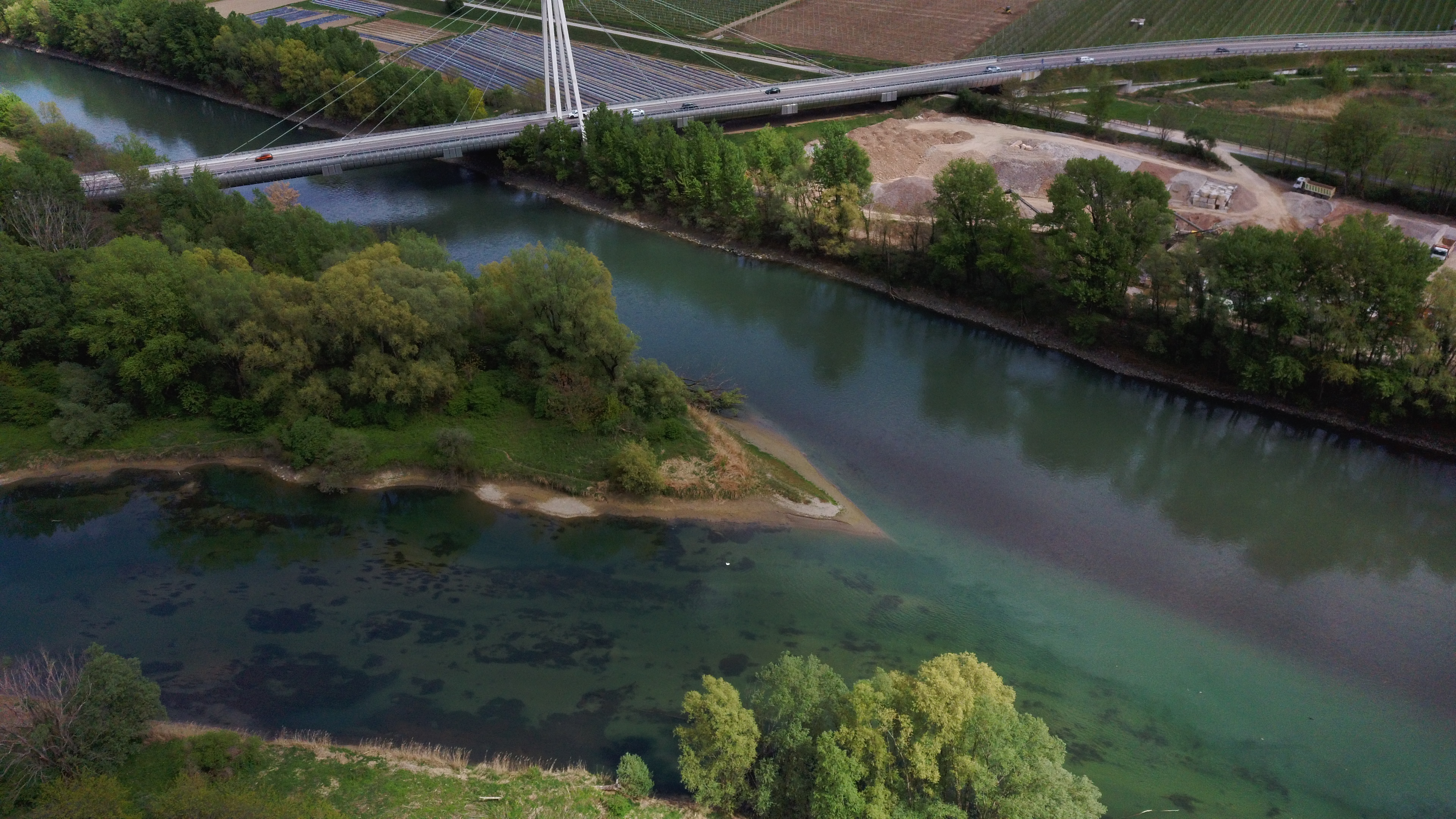
Soutok s Adiže

## Využití

### Energetika
Z využitelného převýšení 2400 metrů je pro výrobu elektrické energie využito 1520 metrů. Vodní elektrárny o celkovém instalovaném výkonu 229 MW poskytují v průměru 650 GWh ročně. Jedná se unikátní technická díla, vybudovaná či projektovaná v počátcích rozvoje vodní energetiky. Pracovní spád je vesměs vytvořen v podzemním potrubí. Přehrada Diga di Santa Giustina byla ve své době nejvyšší přehradou v Evropě.

Elektrárna Malga Mare na Noce Bianco pracuje na spádu 635 m mezi jezerem Careser a poskytuje 12 MW. Od elektrárny je část vod odváděna do jezera Lago di Pian Palú, aby posílila přítok Noce Nero. Odtud je voda přiváděna k elektrárně Cogolo, kde na spádu 602 m poskytuje výkon 58 MW. Na středním toku poskytuje elektrárna San Giustina-Taio výkon 105 MW na spádu160 m. Krátce pod ní zadržuje přehradní nádrž Mollaro vodu pro elektrárnu Mezzocorona, která se nalézá již údolí Adiže. Toto poslední vodní dílo při spádu 124 metrů poskytuje 54 MW. 

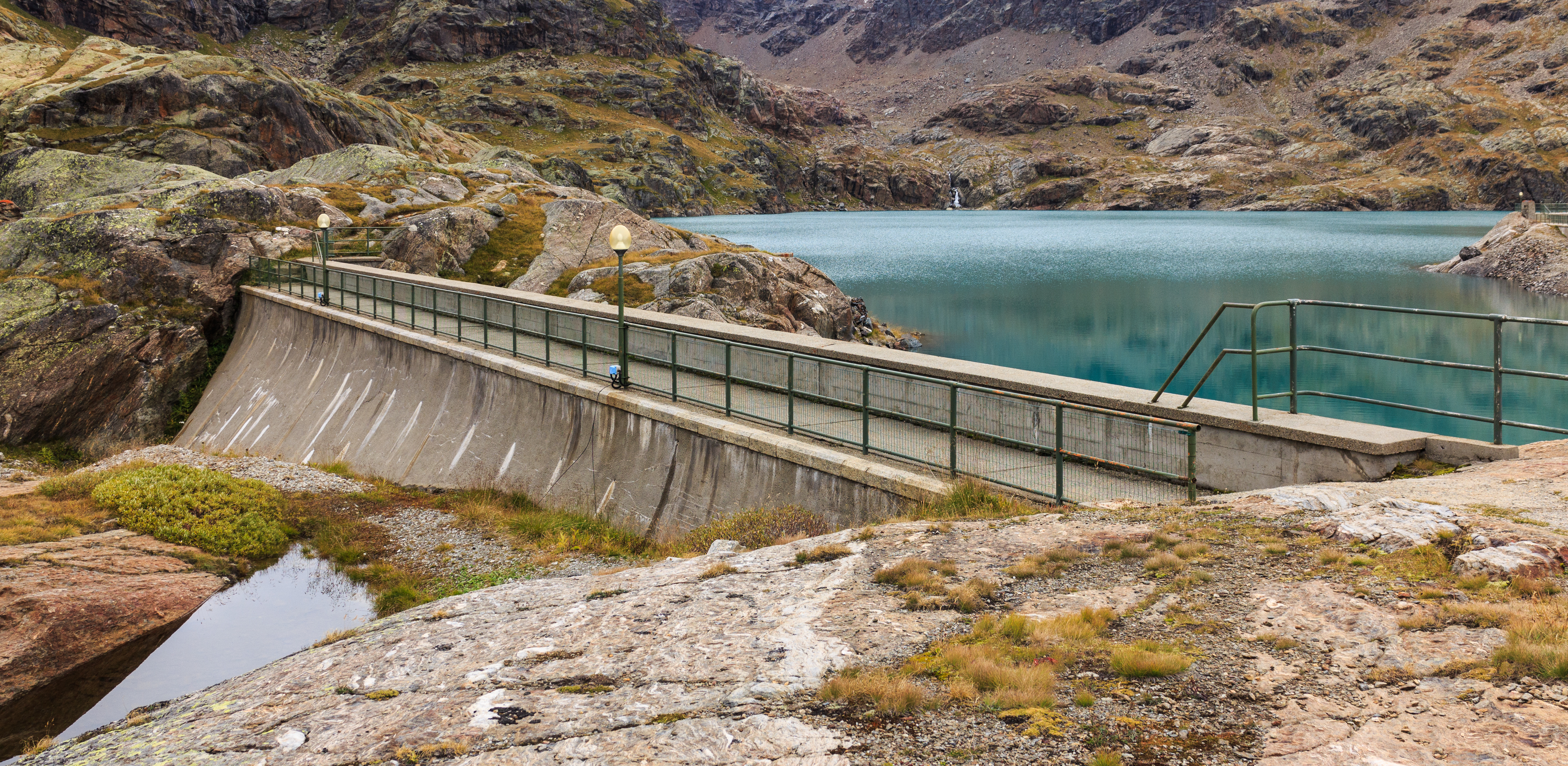
Hráz jezera Lago del Careser
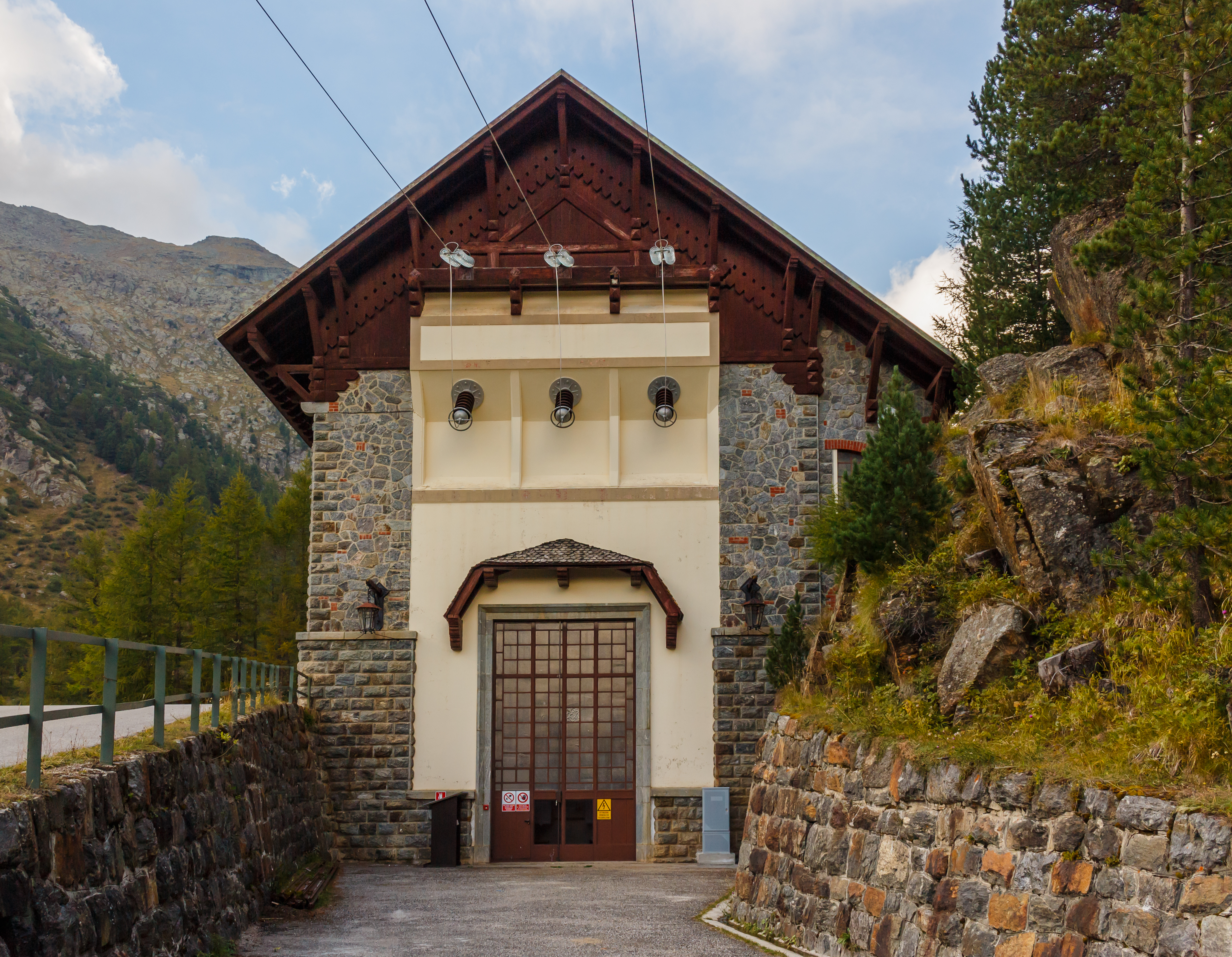
Historická elektrárna Malga Mare
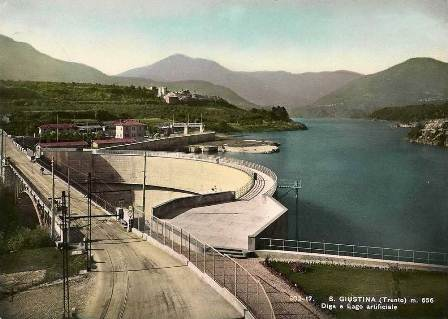
Přehrada Santa Giustina s jezerem
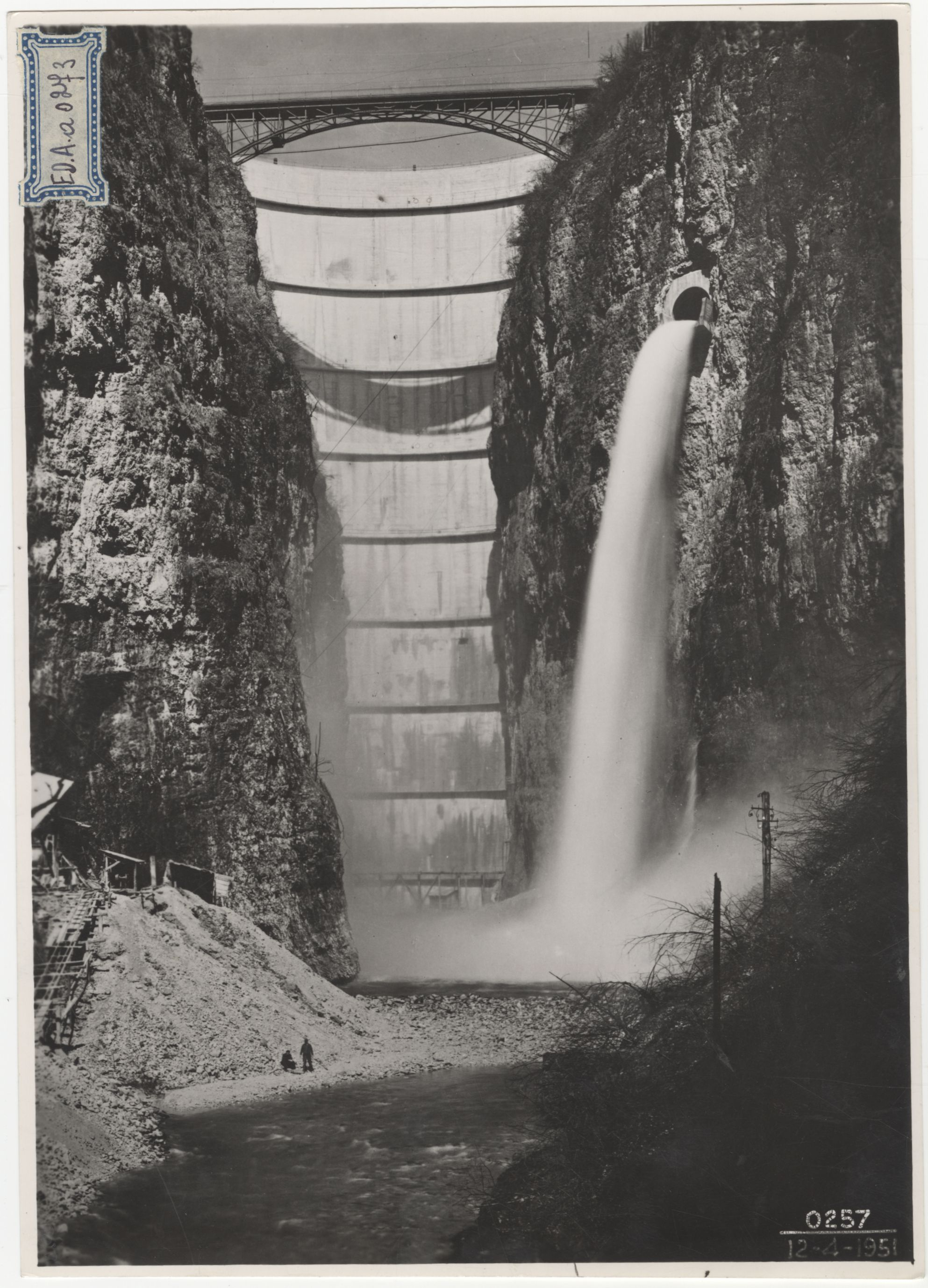
V roce 1951 nejvyšší přehrada v Evropě
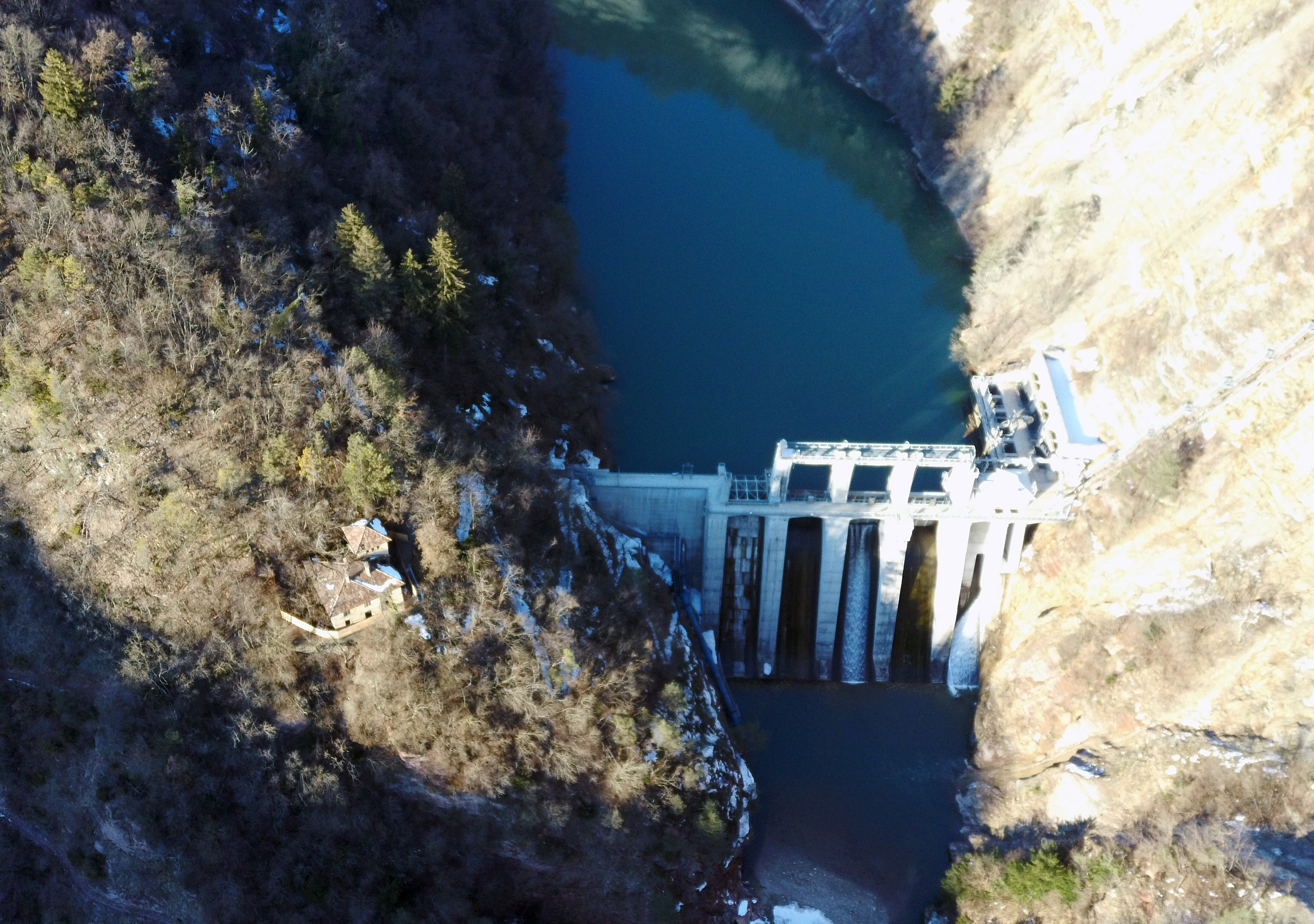
Přehrada jezera Mollaro
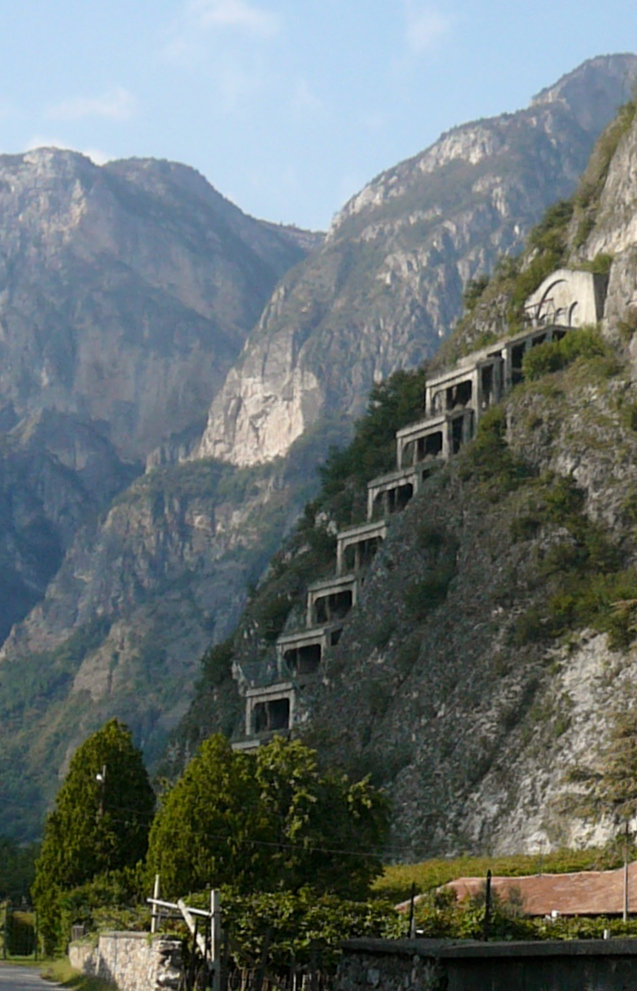
Vyústění potrubí ze skály v Mezzocoroně

### Rekreace a sport
Společnost National Geographic Society řeku zařadila mezi deset nejlepších divokých vod světa. Ve zdrojových úsecích a v celém údolí Val di Sole řeka poskytuje obtížnost WW II až WW IV, na posledním úseku v soutěskách pod Mostizzolo je vyhlášená kaskáda na hranicí sjízdnosti. V letním období s kulminací v červnu poskytuje dostatečné množství vody, které bývá umocněno výpustmi vodních děl. V roce 1993 v Mezzaně proběhlo Mistrovství světa ve vodním slalomu, v roce 2010 Mistrovství Evropy v raftingu.  